# Glaphyropyga renatoi
Glaphyropyga renatoi là một loài ruồi trong họ Asilidae. Glaphyropyga renatoi được Ayala miêu tả năm 1983. Loài này phân bố ở vùng Tân nhiệt đới.